# Maigo Yama
Maigo Yama är en kulle i Antarktis. Den ligger i Östantarktis. Norge gör anspråk på området. Toppen på Maigo Yama är 122 meter över havet.
Terrängen runt Maigo Yama är kuperad åt sydost, men norrut är den platt. Havet är nära Maigo Yama åt nordväst. Trakten är obefolkad. Det finns inga samhällen i närheten.